# Nixa, Missouri
Nixa är en stad i Christian County i Missouri. Vid 2010 års folkräkning hade Nixa 19 022 invånare.